# Мері Астор
Люсіль Васконселлос Лангханке (англ. Lucile Vasconcellos Langhanke), відома як Мері Астор (англ. Mary Astor, *3 травня 1906, Куінс, штат Іллінойс — †25 вересня 1987) — американська акторка та письменниця, володарка премії «Оскар», відома також як авторка п'яти новел.

## Ранні роки
Була єдиною дитиною в сім'ї Отто Людвіга Лангханке (2 жовтня 1871 — 3 лютого 1943) і Гелен Марі де Васкоселос (19 квітня 1881 — 18 грудня 1947). Її батько, німець, в 1891 іммігрував в США з Німеччини; мати народилася в Джексонвіллі і мала португальські та ірландські корені. Лангханке і де Васкоселос одружилися 3 серпня 1904 в Лайонсі (округ Райс, штат Канзас).
Батько був учителем середньої школи в Квінсі (штат Іллінойс), поки США не вступили в Першу світову війну. Пізніше він став дрібним фермером. Мати завжди хотіла бути акторкою. Астор навчалася вдома і в академії, грі на фортепіано вона вчилася у батька, який наполіг на щоденних заняттях. Ці уроки стали в пригоді їй в майбутньому, вона сама грала на піаніно у фільмах «Велика брехня» і «Зустрінь мене в Сент-Луїсі».
У 1919 Астор надіслала свою фотографію в журнал «Motion Picture Magazine» для участі в конкурсі краси і вийшла в півфінал. Коли Астор було 15 років, її сім'я переїхала в Чикаго, через батька, який став викладачем німецької мови в державній школі. Там Люсіль стала брати уроки драматичного мистецтва і брати участь в постановках аматорських театрів. Наступного року вона знову вислала свою фотографію в «Motion Picture Magazine» і цього разу стала фіналісткою, а потім зайняла друге місце в національному конкурсі краси. Щоб Астор стала акторкою, батько перевіз сім'ю в Нью-Йорк і з вересня 1920 по червень 1930 керував усіма справами дочки, пов'язаними з її кар'єрою.
Мангеттенський фотограф Чарльз Альбін побачив фотографію Астор і попросив дівчину позувати для нього. Ці фотографії Альбіна були помічені Гаррі Дюрантом з Famous Players-Lasky, і Мері Астор підписала шестимісячний контракт з «Paramount Pictures».

## Кар'єра в німому кіно

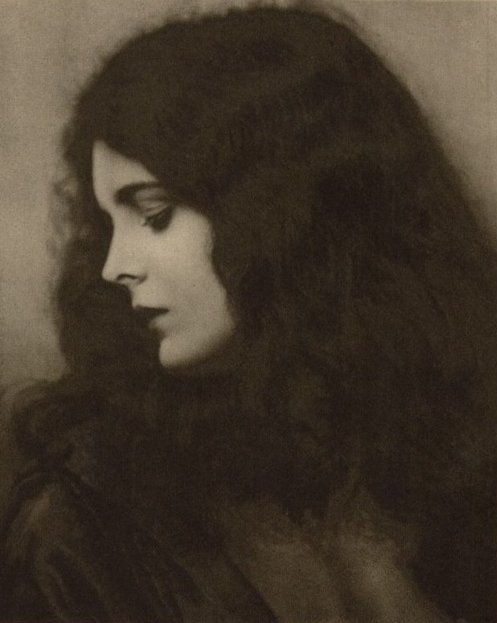
Фотографія Астор, опублікована в 1924 в Stars of the Photoplay

На перші проби в кіно Астор направила американська акторка Ліліан Гіш, яка була під враженням від того, з якою виразністю Астор читала Шекспіра. Її дебют на кіноекрані відбувся у фільмі «Сентиментальний Томмі» (1921), але сцени з нею не потрапили в остаточний монтаж. Paramount дозволив спростити контракт Астор, і вона з'явилася в кількох короткометражних фільмах, знятих за мотивами відомих картин. Увагу критики вона привернула, виконавши дві ролі в короткометражному фільмі «Жебрачка-служниця» (1921). Її першим повнометражним фільмом став «Джон Сміт» (1922), в тому ж році вийшов фільм «Людина, яка грала Бога». У 1923 вона і її батьки переїхали до Голлівуду.
Після появи в кількох великих ролях на різних студіях Paramount продовжив контракт з Астор на один рік, підвищивши гонорар до $ 500 в тиждень. Потім вона знову знялася в декількох картинах, після чого Джон Беррімор побачив її фотографію в журналі, і хотів щоб вона з'явилася в його новому фільмі. Вона тимчасово приєдналася до «Warner Bros.» і знялася у фільмі «Красунчик Браммел» (1924). Джон Беррімор доглядав за молодою акторкою, але їхнє спілкування було обмежене батьками дівчини, які не залишали їх наодинці один з одним, зрештою, Мері було тільки сімнадцять, і юридично вона була неповнолітньою. Але все-таки парі вдавалося іноді залишатися удвох, коли Беррімор переконував Лангханке, що його уроки акторської майстерності вимагають усамітнення. Їх таємні відносини закінчилися в основному через постійне втручання батьків Мері, її нездатності запобігти їхньому деспотичному контролю, а також через знайомство Беррімора з Долорес Костелло, колегою Астор по «WAMPAS Baby Stars», на якій він пізніше одружився. У 1925 батьки Астор купили на Голлівудських пагорбах особняк в мавританському стилі площею 1 акр (4000 м²), відомий як Moorcrest. В цьому будинку Лангханке жили в достатку за рахунок гонорарів дочки, тримаючи її фактично в ув'язненні.

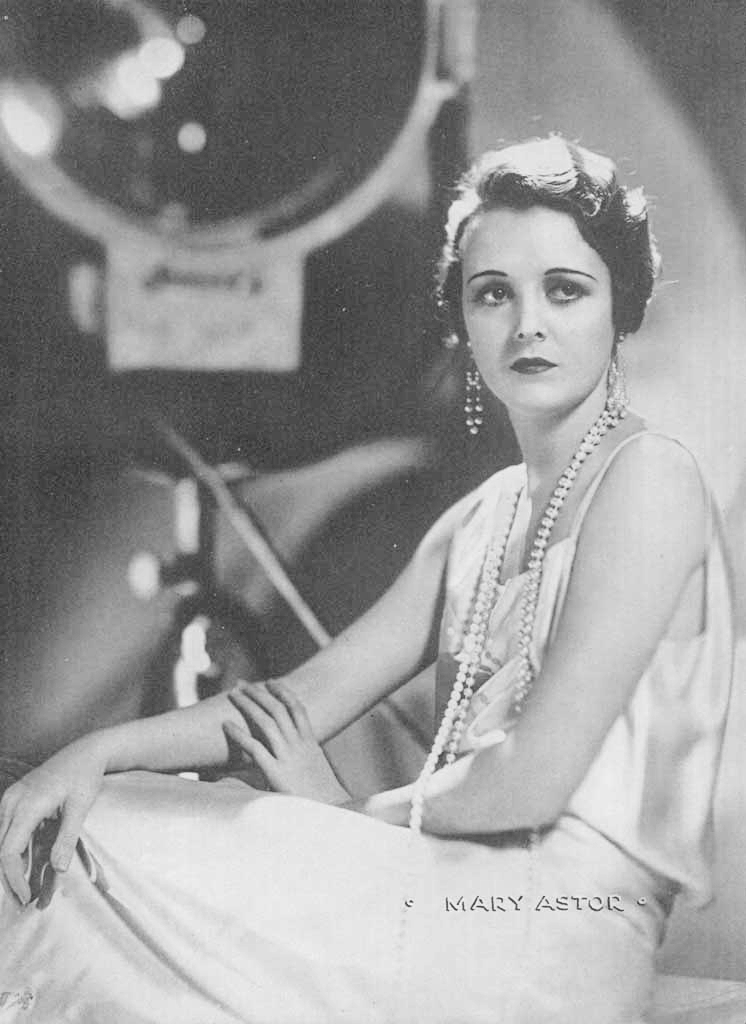
Мері Астор для аргентинського журналу, 1931

Астор продовжувала зніматися у фільмах різних кіностудій. Коли в 1925 її контракт з Paramount закінчився, вона підписала контракт з «Warner Bros.» Серед безлічі картин, була ще одна спільна робота з Джоном Беррімором у фільмі «Дон Жуан» (1926). Так само в 1926 вона була названа однією з молодих зірок WAMPAS, поряд з такими акторками, як Мері Бряан, Долорес Костелло, Джоан Кроуфорд, Долорес дель Ріо, Джанет Гейнор і Фей Рей. За контрактом з Fox Film вона знялася в картині «Одягнений вбивати» (1928), який отримав багато позитивних відгуків. У тому ж році Астор знялася в комедії «Чистий мартіні» (1928) студії Fox. Пізніше акторка зізналася, що працюючи над цим фільмом, «випивала і брала, що-небудь, для атмосфери і емоційного клімату картини». Вона так само розповіла, що поклала початок «нової і захоплюючої точки зору, поблажливості до самої себе, і змогла вийти з вакууму своєї моральності і повністю підкоритися собі». Коли її контракт з Warner Bros. закінчився, вона підписала контракт з Fox на суму $ 3750 в тиждень. У 1928 Астор одружилася з продюсером Кеннетом Гоуксом в своєму сімейному особняку Moorcrest. Чоловік подарував їй автомобіль Packard як весільний подарунок і пара переїхала в будинок на пагорби Lookout Mountain в Лос-Анджелесі над Беверлі-Гіллз. У міру того як кіноіндустрія стала переходити в звукове кіно, Fox дала їй можливість проявити себе в цій сфері, але з'ясувалося, що голос Астор низький і недостатньо глибокий, хоча, ймовірно, це було через недосвідченість техніків. В результаті студія розірвала з нею контракт і Астор залишалася без роботи протягом восьми місяців 1929.

## Новий початок

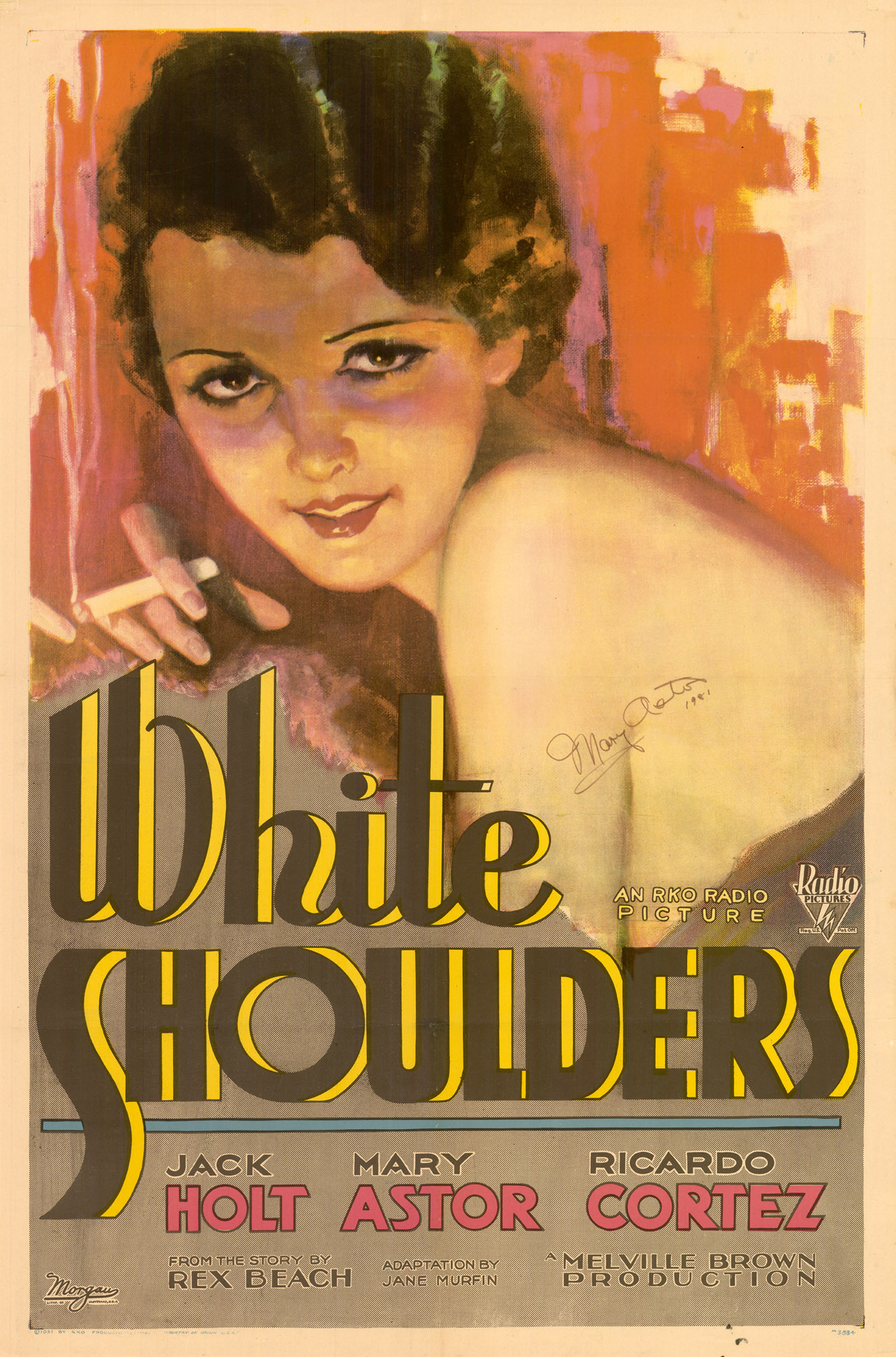
Мері Астор на постері до фільму «Білі плечі» (1931)

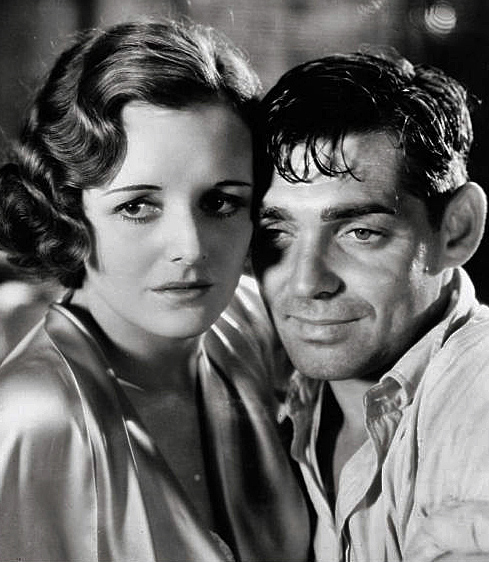
С актором Кларком Гейблом в фільмі «Червоний пил» (1932)

Астор тренувала свій голос, брала уроки співу весь вільний час, але ролей в кіно їй так і не пропонували. Новий поштовх кар'єра акторки отримала завдяки її подрузі, американській акторці Флоренс Елдрідж, якій Мері дуже довіряла. Елдрідж повинна була грати головну роль в театральній постановці «Серед заміжжя» в театрі Majestic в центрі Лос-Анджелеса і порекомендувала Астор на другорядну роль. Вистава мала успіх, і її голос був визнаний придатним для кіно, ставши тепер низьким і динамічним. Вона була щаслива знову повернутися до роботи, але 2 січня 1930, під час зйомок додаткових сцен для фільму «Деякі люди небезпечні», її чоловік Кеннет Гоукс загинув в авіакатастрофі посеред Тихого океану. Астор тільки закінчила ранкову репетицію в Majestic, коли Флоренс повідомила їй цю новину. Вона була вражена смертю чоловіка, через що в постановці її замінили на Доріс Ллойд. Астор протягом деякого часу жила в квартирі Елдрідж, не відразу знайшовши сили повернутися до роботи. Але незабаром вона дебютувала в своєму першому звуковому фільмі студії Paramount «Дами люблять негідників» (1930), в якому одну з головних ролей грав її друг Фредрік Марч. У той час, коли популярність Астор росла, в її особистому житті наростали складнощі. Під час роботи над ще кількома картинами вона страждала від перенесеної втрати, в результаті чого пережила нервовий зрив. Протягом кількох місяців Астор відвідувала психолога, доктора Франкліна Торпа, з яким вона одружилася 29 червня 1931. У тому ж році вона втілила Ненсі Гібсон у фільмі «Розумна жінка» (1931), граючи жінку, яка обманом вирішила повернути собі чоловіка.
У травні 1932 Торп купив яхту і вирушив на Гаваї, де Астор планувала народити в серпні, але пологи відбулися в червні в Гонолулу. Дочку назвали Мерилін Гаулі Троп (англ. Marylyn Hauoli Thorpe): поєднання імен Мері і Франкліна, а друге ім'я — гавайське. Коли сім'я повернулася до Південної Каліфонії, Астор отримала головну роль Барбари Вілліс у фільмі MGM «Червоний пил» (1932), де так само знімалися Кларк Ґейбл і Джин Гарлоу. Наприкінці 1932 Астор підписала повноправний контракт з Warner Bros.

## Судовий процес

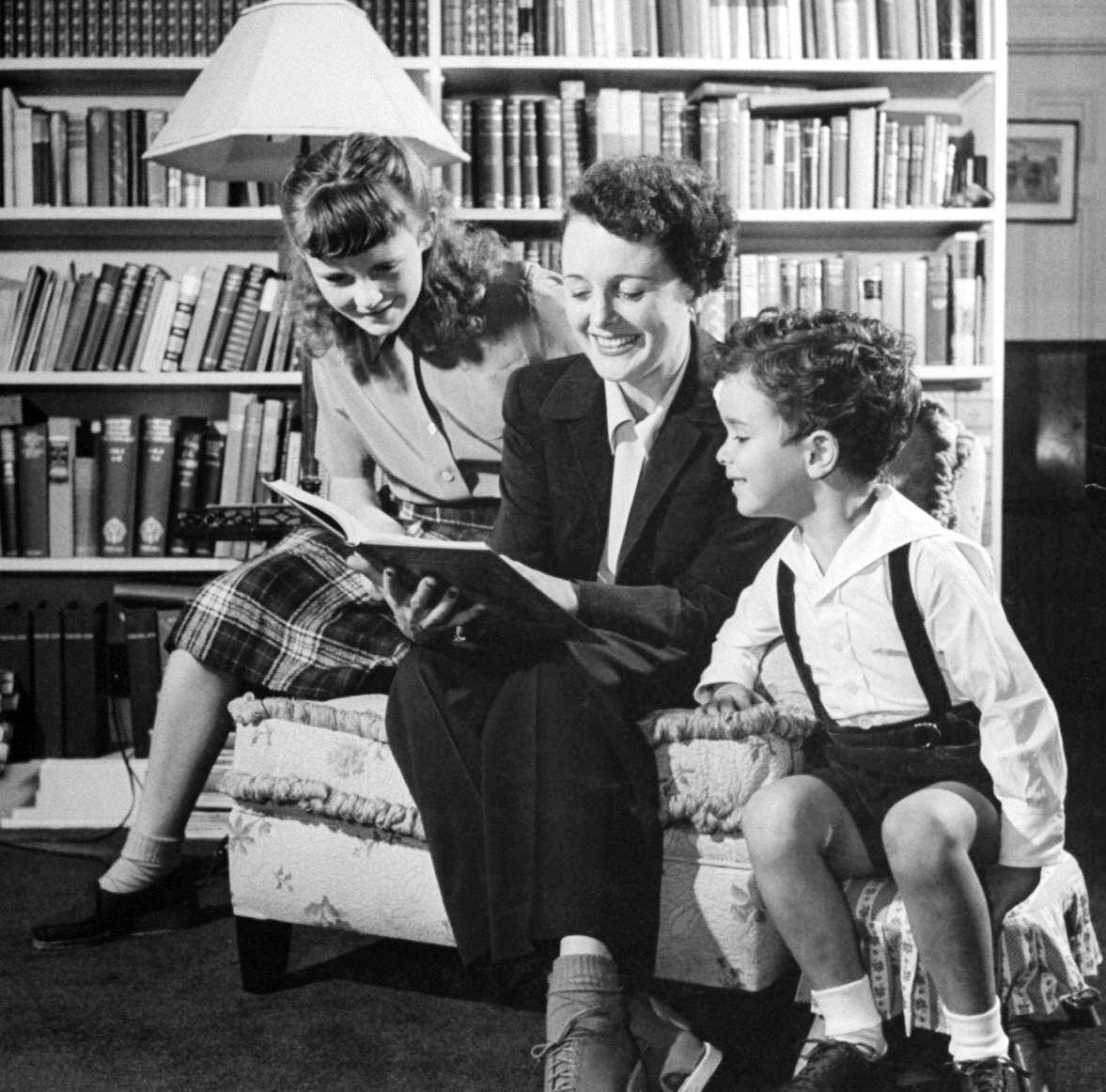
Астор с дочкою Мерилін Хаулі Троп и сином Тоно дель Кампо, 1944

У 1936 судові процеси знову привернули увагу преси до Астор. З Франкліном Торпом вона розлучилася в квітні 1935, після чого він довго судився з нею за право опіки над їх чотирирічною дочкою Мерилін. Торп погрожував використовувати на слуханні в суді особистий щоденник Астор, в якому говорилося про її зв'язки з багатьма знаменитостями, включаючи Джоржда Кауфмана — сценариста, режисера та продюсера. Офіційно щоденник ніколи не був представлений як доказ, але Торп і його адвокати постійно згадували його. Після того, як її щоденник був вкрадений, Астор визнала, що він існує насправді. Визнала вона і те, що вона описувала в ньому свої відносини з Кауфманом, але запевняла, що багато з того, в чому її звинувачували, є брехнею. Щоденник був визнаний неприйнятним документом, і суддя наказав конфіскувати його і опечатати. Астор говорила, що потім щоденник був знищений з її дозволу.
Як тільки Астор приступила до роботи над своєю роллю Едіт Кортрайт у фільмі «Додсворт», головну роль в якому грав Волтер Г'юстон, як новини про її щоденник стали надбанням громадськості. Продюсера фільму Семюела Голдвіна переконували звільнити Астор, оскільки її контракт включав норми моралі та етики, але Голдвін відмовився. Фільм став хітом.

## Середина кар'єри

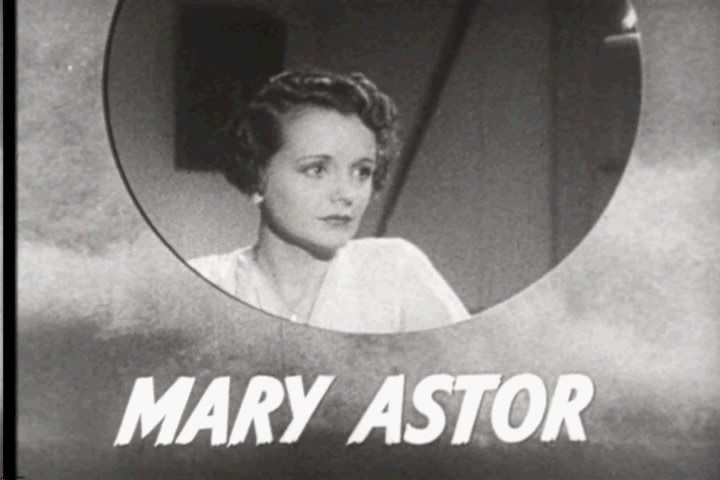
Астор у фільмі «Ураган» (1937)

Зрештою скандали не принесли шкоди кар'єрі Мері Астор. На хвилі цих скандалів вона знялася у фільмі «Додсворд» (1936), який зібрав багато захоплених відгуків, завоював визнання публіки і допоміг Samuel Goldwyn Company залишитися комерційно незалежною. У 1937 вона повернулася на театральну сцену, щоб взяти участь в ряді успішних постановок Ноела Кауарда «Сьогодні о 8:30», «Здивоване серце» і «Натюрморт». Астор так само почала часто виступати на радіо. Але деякі з її найкращих фільмів були у ще попереду; серед них «Бранець Зенди» (1937), «Ураган» (1937) Джона Форда, "Північ. Серцю не накажеш " (1939), «Брігхем Янг» (1940). У фільмі Джона Х'юстона «Мальтійський сокіл» (1941) Астор грала підступну спокусницю Бріджід О'Шоннессі, в цьому фільмі так само знялися Хамфрі Богарт, Петер Лоррен, Сідні Грінстріт. Ще однією успішною роботою Астор була роль егоцентрічної піаністки Сандри Ковак, яка без жалю віддає свою дитину в обмін на безбідне існування, у фільмі «Велика брехня» (1941), за яку вона отримала «Оскар». Джордж Брент зіграв в ньому колишнього коханця Сандри, але безсумнівною зіркою фільму стала Бетті Девіс. Дейвіс була під враженням від кінопроб Астор, їй так само сподобалося, як та виконувала П. І. Чайковського «Концерт для фортепіано з оркестром № 1». Вона попросила, щоб роль Сандри віддали саме їй, а також запросила для спільної роботи над сценарієм, який потребував доопрацювання, щоб зробити його більш цікавим. Так само Астор спеціально для ролі зробила коротку стрижку, послухавшись поради Дейвіс.

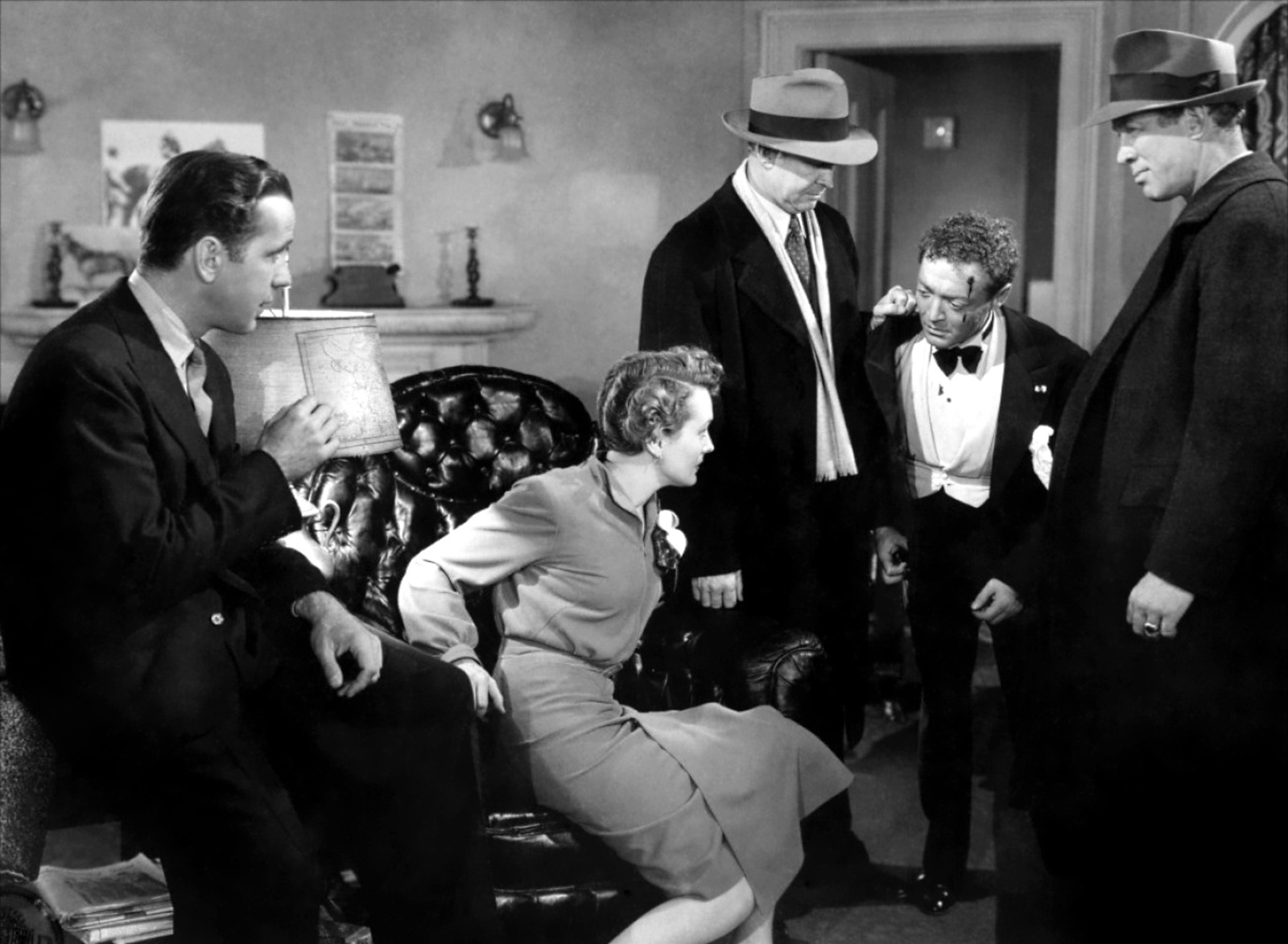
Хамфрі Богарт, Мері Астор, Петер Лоррен, Уорд Бонд у фільмі «Мальтійський сокіл» (1941)

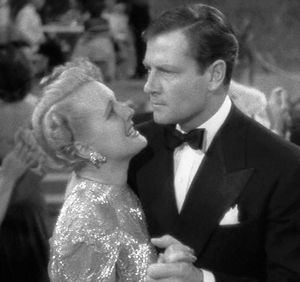
У фільмі «Історія в Палм-Біч» (1942)

Не зважаючи на успіхи, Астор ніколи не намагалася вибитися в ешелон головних кінозірок. Вона завжди відхиляла пропозиції зіграти головну роль. У неї не було бажання покладати на себе велику відповідальність, бути головною зіркою фільму, яка «веде фільм», вона воліла залишатися на другорядних ролях. У 1942 вона приєдналася до Хамфрі Богарта, Сідні Грінстріту і Джону Х'юстону і зіграла роль Альберти Марлоу в пригодницькому бойовику «Через океан». Хоча найчастіше Астор знімалася в драматичних і мелодраматичних фільмах, вона показала, що у неї є і комедійних талант, зігравши роль принцеси Сентіміліі у фільмі Престона Стерджеса «Пригоди в Палм-Біч» (1942) для Paramount. У лютому 1943 батько Астор, Отто Лангханке, помер в медичному центрі Cedars-Sinai від серцевого нападу, який був викликаний ускладненнями під час грипу. Його дружина і дочка були поруч з ним.

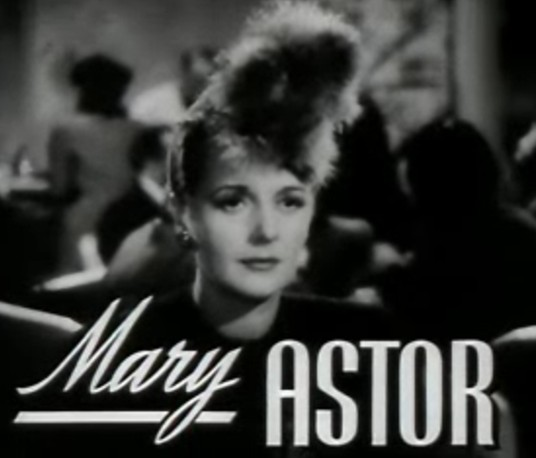
У фільмі «Велика брехня» (1941), в ролі Сандри Ковак

У тому ж році Астор підписала семирічний контракт з Metro-Goldwyn-Mayer, який, як з'ясувалося згодом, виявився великою помилкою. Вона була зайнята незначними ролями в кіно, які сама вважала бездарними. Одним з небагатьох успішних фільмів з її участю в той час став мюзикл «Зустрінь мене в Сент-Луїсі» (1944), після чого студія дозволила їй взяти невелику перерву, під час якого вона дебютувала на Бродвеї у виставі «Безліч щасливих зустрічей» (1945). Спектакль виявився невдалим, але гра Астор отримала хороші відгуки.
Однією із проблем Астор був її алкоголізм, який, утім, не перешкоджав її роботі. Але в 1948 році вона лікувалася від алкоголізму в спеціальному санаторії. 1951 року Астор вчинила спробу самогубства, але, схаменувшись, зателефонувала своєму лікарю. Того ж року вона приєдналася до організації Анонімні Алкоголіки та навернулася до католицької віри. Її пастор Пітер Сіклік допоміг їй побороти залежність та порадив їй почати писати.
У 1952 році Мері Астор зіграла на сцені у п'єсі Час Зозулі (Причинна), яку пізніше було екранізовано під назвою Літо. Після туру з фільмом вона упродовж 4 років жила й працювала у Нью-Йорку. Її дебют на телебаченні стався 1954 року в театральній постановці Пропалі Роки.
1959 року вийшла друком її книга «Моя історія: автобіографія». 1971 року вийшла її друга книга «Життя в кіно», яка стала бестселлером. Мері Астор також писала художні твори та робила переклади з німецької.

## Останні роки і смерть

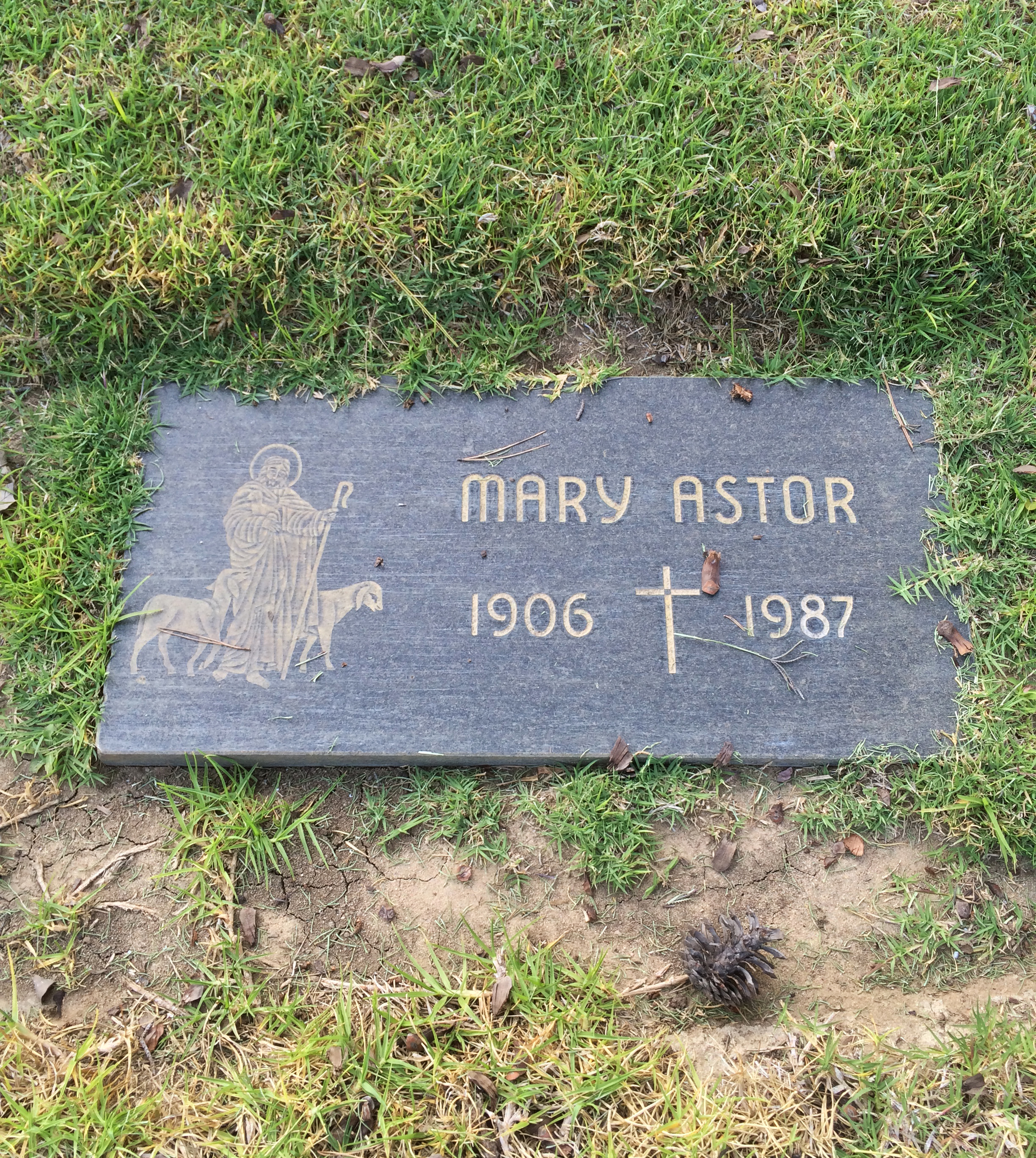
Могила Мері Астор на кладовищі Святого хреста

Після подорожі по світу в 1964, Мері Астор покинула будинок в Малібу, де займалася садівництвом і працювала над своїм третім романом, щоб знятися в своєму останньому фільмі. Їй запропонували невелику, але ключову, роль Джуел Мейг'ю в фільмі «Тихше, тихше, мила Шарлотто», головну роль в якому грала, її подруга Бетті Девіс. Зйомки заключної сцени з її участю проходили на плантації «Дубова алея» в Луїзіані, разом з Сесілом Келлауей. У своїй книзі «Життя в кіно», Астор описала свою роль в цьому фільмі, як «бабуся, яка очікує смерті». Вона так само вирішила, що роль стане її «лебединою піснею» в кінобізнесі.
Завершивши свою 45-річну кар'єру, протягом якої Астор знялася в 109 повнометражних фільмах, вона вступила в Гільдію кіноакторів США і вийшла на пенсію. Пізніше вона переїхала в Фонтан Веллі, Каліфорнія, де жила зі своїм сином Тоно дель Кампо (народився в 1939 від шлюбу з мексиканським монтажером Мануелем дель Кампо) і його сім'єю до 1971. У тому ж році у неї почалися хронічні проблеми з серцем і вона переїхала в комплекс для проживання людей похилого віку Motion Picture & Television Country, побудований в Вудленд-Гіллз для ветеранів кіно і телеіндустрії. Там вона жила у власному невеликому котеджі, маючи свій приватний стіл в найближчій їдальні, за яким вона могла харчуватися в будь-який час.
Мері Астор померла 25 вересня 1987, у віці 81 року, від дихальної недостатності, викликаної емфіземою легенів. Під час смерті вона перебувала як пацієнтка в госпіталі комплексу Motion Picture & Television Country. Акторку поховали на католицькому цвинтарі Святого хреста у Калвер-Сіті.
Їй належить фраза:
| «Є п'ять стадій життя актора: Хто така Мері Астор? Сприйняття Мері Астор. Сприйняття Мері Астор як особистість. Дайте нам молоду Мері Астор! Хто така Мері Астор? |

## Пам'ять
За свій внесок в розвиток кіноіндустрії Мері Астор удостоєна зірки на Голлівудській алеї слави. Її номер — 6701.

## Нагороди
- 1942 — Премія «Оскар» — найкраща жіноча роль другого плану за фільм «Велика брехня»

## Галерея

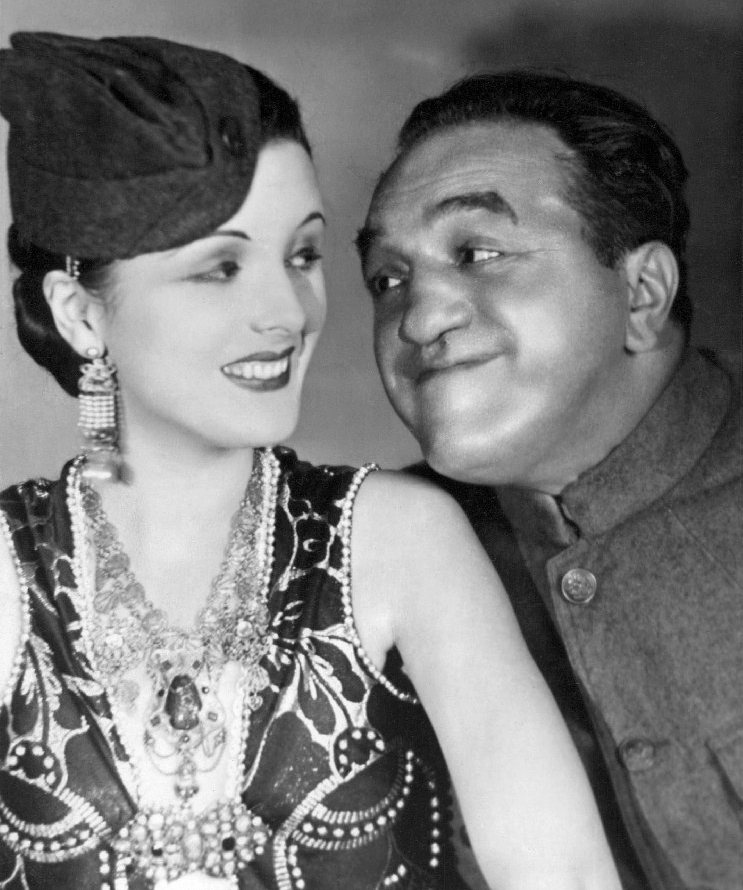
З Луі Волхайм в фільмі «Два аравійських лицаря» (1927)
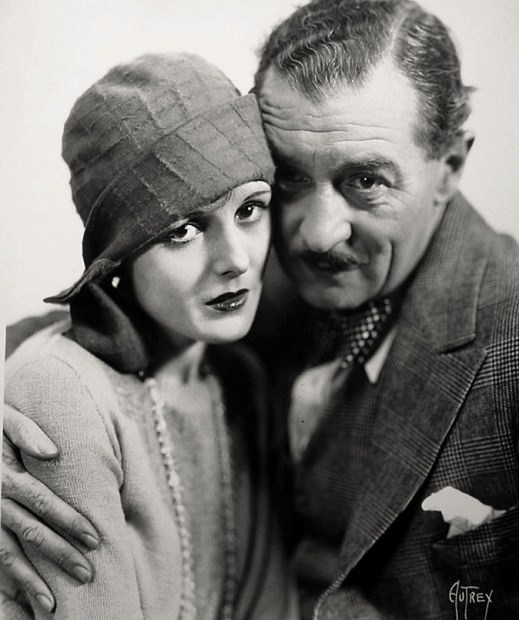
З Альбертом Конті в фільмі «Чистий мартіні» (1928)
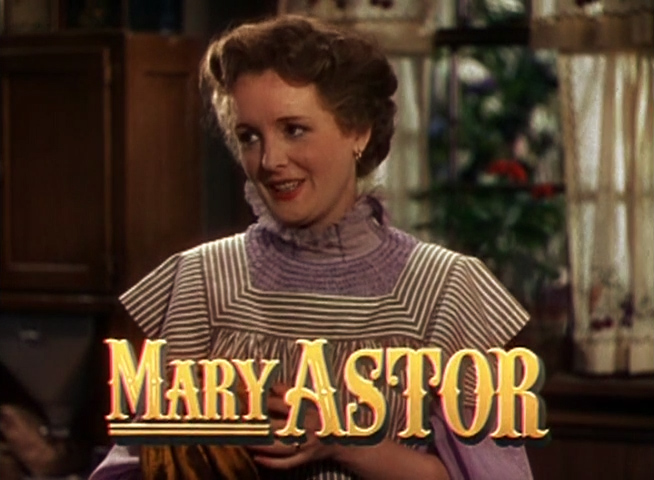
Астор в фільмі «Зустрінь меня в Сент-Луісі» (1944)
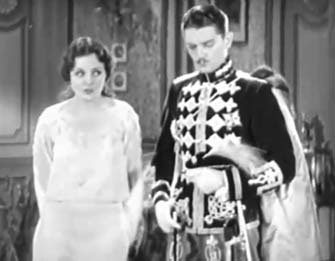
З Х'ю Тревором в фільмі «Королівське ложе» (1931)
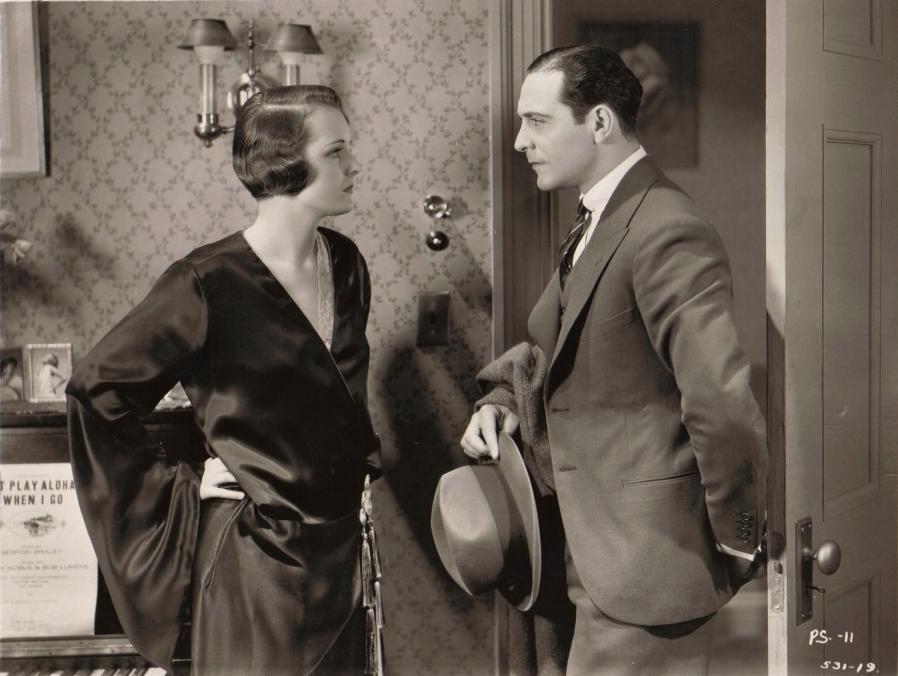
Мері Астор и Рікардо Кортес в фільмі «За дверима офіса»

## Фільмографія
- 1920 — Опудало / The Scarecrow — незначна роль
- 1922 — Молодий живописець / The Young Painter — Гелен Сеймур
- 1925 — Дон К'ю, син Зорро / Don Q Son of Zorro — Долорес де Муро
- 1928 — Одягнений вбивати / Dressed to Kill — Дженні
- 1930 — Свято / Holiday — Джулія Сетон
- 1932 — Червоний пил / Red Dust — Барбара Вілліс
- 1941 — Мальтійський сокіл / The Maltese Falcon — Бріджит О'Шоннессі
- 1941 — Велика брехня / The Great Lie — Сандра Ковак
- 1944 — Зустрінь мене в Сент-Луїсі / Meet me in St. Louise — Анна Сміт
- 1964 — Тихше, тихше, мила Шарлотто / Hush… Hush, Sweet Sharlotte — Джуел Мейг'ю